# Carlos Dávila (scacchista)
Carlos Dávila (Managua, 5 marzo 1971) è uno scacchista nicaraguense.
Ottenne il titolo di Maestro Internazionale nel 2003. 
Ha partecipato con il Nicaragua a cinque Olimpiadi degli scacchi dal 1994 al 2006.
Nel 1994 realizzò +10 =2 –2 alle Olimpiadi di Mosca, vincendo la medaglia d'oro individuale in seconda scacchiera. 
Altri risultati:
- 2003 :  vince il torneo internazionale di Managua;
- 2007 :  vince il campionato del Nicaragua;
- 2012 :  vince il torneo di Granada;
- 2013 :  =1º con Oleiny Linares Napoles (WGM cubana) nel torneo Capablanca in Memoriam di L'Avana.[2]

In giugno 2010 giocò un match amichevole semilampo (15 min.) di 4 partite con Nigel Short a León. Il match fu vinto da Short, ma Dávila riuscì a vincere una partita.